# ابوالقاسم ادریس بن جعفر
ابوالقاسم ادریس بن جعفر  پسر جعفر بن علی و برادرزاده حسن عسکری (امام یازدهم شیعیان دوازده‌امامی) بود. وی در مدینه در حجاز وفات یافت و به خاک سپرده شد.

## پس از مرگ پدرش جعفر
پس از مرگ پدرش جعفر زکی دو فرقه شیعه پدید آمد: شیعیان جعفری و نفیسی. این فرقه ها با دیدگاه بقیه فرقه های شیعه که از جعفر الزکی بن علی الهادی کفر ورزیده بودند، مخالفت کردند. شیعیان نفیسی معتقد بودند که علی الهادی به پسرش محمد بن علی هادی وصیت کرده و او را به عنوان امام منصوب کرده و نام و مقام او را مشخص کرده است. سپس محمد بن علی الهادی به برادرش جعفر بن علی وصیت کرد: «امامت از طریق وصیت نفیسی از برادرش محمد به جعفر تعلق دارد. آنها وصیت حسن عسکری را انکار کردند و گفتند: پدرش به او وصیت نکرده و او نیز وصیت خود را به پسرش محمد تغییر نداده است.» در حالی که شیعیان جعفری که از او نام برده شده‌اند و دیگر شیعیان منقرض شده به چند قول تقسیم شده‌اند:
۱. گروهی معتقد بودند که حسن بن علی بدون هیچ نسلی درگذشت و برادرش، جعفر بن علی، جانشین او شد. آنها برخی از عقاید فاطمیان را در مورد عبدالله و موسی، پسران جعفر، پذیرفتند. 
۲. گروه دیگری معتقد بودند که جعفر بن علی امام است و امامت او از طریق پدرش، علی بن محمد، به او رسیده است. ادعای امام بودن حسن یک اشتباه و خطا بود و باید به امامت جعفر بازگردانده شود.
۳. گروهی با همان عقیده‌ای که فاطمیان، فقها و اهل بصیرت داشتند، گفتند که حسن بن علی در حالی که به موجب وصیت پدرش امام بود، درگذشت و امامت فقط برای بزرگترین فرزندان امام از میان کسانی است که پس از پدرش باقی مانده‌اند. بنابراین پس از حسن بن علی، برادرش جعفر و نه هیچ کس دیگری جایز نیست، زیرا حسن فرزند یا برادر شناخته‌شده‌ای جز جعفر در وصیت پدرش نداشت، همانطور که جعفر بن محمد صادق آن را به جای بزرگترین فرزند به عبدالله وصیت کرد، سپس پس از عبدالله آن را برای برادرش موسی قرار داد.
پس از درگذشت پدرش، جعفر زکی بن علی الهادی، شیعیان از طریق برخی از پسرانش ادعای امامت کردند.
خداوند متعال ادریس را با شیعیان آزمود، زیرا آنها ادعای امامت و تشیع را برای او مطرح کردند. در نتیجه، او سامرا و حتی عراق را برای جلب رضایت خدا ترک کرد و به همراه پسران، دختران و نوادگانش به مدینه در حجاز، زادگاه و موطن خود، رفت.

## نسب
نسب او عبارت است از: ابوالقاسم ادریس بن جعفر بن علی بن محمد بن علی بن موسی بن جعفر بن محمد بن علی بن الحسین بن علی بن ابی طالب بن عبدالمطلب بن هاشم بن عبدمناف بن قصی بن کلاب بن مرة بن كعب بن لؤي بن غالب بن فهر بن مالك بن النَضر(قريش) بن كنانة بن خزيمة بن مدركة بن إلياس بن مضر بن نزار بن معد بن عدنان.
نسب او به پیامبر خدا، اسماعیل، فرزند پیامبر خدا، ابراهیم، دوست خدا صلی الله علیه و آله و سلم می رسد.

## نوادگان
نوادگان ادریس بن جعفر زکّی در سراسر جهان، از جمله حجاز، مدینه، شام، مصر، یمن، حضرموت، عراق، که در سامرا، دمشق، خلیج فارس و سایر کشورها متولد شدند، پراکنده بودند.
ادریس بن جعفر زکّی سه نواده داشت:
۱. ابومحمد القاسم فارس العرب (پسر بزرگش که با او شناخته می‌شد و بیشترین تعداد نوادگان را داشت).
۲. محمد (در نسخه‌های دیگر: احمد).
۳. عبدالله (و فرزندانش در مصر).

## شهادت
به دلیل سوء مدیریت المقتدر در امور مسلمانان و آزار و اذیت پسرعموهای طالبی خود، به ویژه علویان، او از ادریس بن جعفر زکی خواست تا با او به عنوان خلیفه در مدینه بیعت کند. به محض اینکه المقتدر از این موضوع مطلع شد، کسی را فرستاد تا او را مسموم کند. ادریس بن جعفر زکی مسموم شد و به شهادت رسید.
از کتاب «النفحات العنبریه» نوشته‌ی نسب‌شناس برجسته سید محمد کاظم بن ابی الفتوح الیمانی الموسوی.
ادریس بن جعفر در زمان حکومت المقتدر در مدینه ادعای امامت کرد، اما کشته شد. برادرش، محسن بن جعفر، نیز در سال ۳۰۰، در زمان حکومت المقتدر، در دمشق ظهور کرد و کشته شد.